# 達爾文獎
达尔文奖是一个带半开玩笑性质的奖项，由美国斯坦福大学神经学研究实验室工作人员温蒂·诺斯卡特（Wendy Northcutt）创立，透過網友投票，以平均得分最高的事件為該年度得獎者。该奖项以發現生物演化的查尔斯·达尔文命名，是因为奖项的得主均已逝世或永久失去生育能力，“让自己愚蠢的基因無法再传播出去”（通俗的说就是“找死”），对人类物種的進化作出偉大贡献。亦有人认为，达尔文奖是用来记录“那些在演化过程中走得最慢的人们”。

## 起源
自1985年以来，达尔文奖就在电子邮件和Usenet的新闻组中广为流传。据称，自1991年以来，每年都有颁发新的达尔文奖。目前，有数个网站在记录着新出现的达尔文奖项，其中较为著名的一个是由美国人温蒂·诺斯卡特自1994年管理维护的darwinawards.com。诺斯卡特自己也写过数本关于达尔文奖的书。

## 获奖要求
诺斯卡特列出了获奖的5项基本要求：
1. 除於基因庫之外（Out of the gene pool: dead or sterile）
即為无繁殖能力、死亡或者已绝育。这一项常常引起争论：被提名者往往可能很老，早已失去繁殖能力，或者他们早已育有儿女；或被提名者早已將精子或卵子冷凍儲存；或以生物複製技術將其本複製等。在诺斯卡特自己写的Darwin Awards一书提出“荒岛定律”：被提名者已經缺乏在無人荒島上與伴侶繁衍子孫之能力，即合乎資格。
2. 必須展現驚人的判斷誤差（Astounding misapplication of judgment）
當事人須嚴重缺乏知識與判斷力以致死亡或絕育。
3. 必須為自找的、主動而為的、為其死亡之導因（Cause one's own demise）
4. 必須具備充分的心智與判斷能力，而且已成年並擁有為自己行為負責的能力（Capable of sound judgment）
排除兒童、阿兹海默症患者、唐氏綜合症患者，但仍有少量具代表性事件囊括在內。
5. 必須為獲得證實的事件（The event must be true）
只接受具公信力的報刊、出版的文章、經證實的電視報導、可信目擊證人的證詞為消息來源。

## 四大類別
- 達爾文獎（Darwin Awards）

唯一符合達爾文獎的事件，以表揚那些愚蠢地自戕或自宮以達致將自己從基因庫移除的人士。
- 榮譽表揚（At-Risk Survivors）

雖被證為真實事件，可惜未完全符合獲獎資格，但其愚蠢和創新精神依然值得嘉許、表揚。
- 都市傳奇（Urban Legends）

有杜撰可能的故事，來源多不可考，故事中人的真實性亦無從考證，幸甚！
- 私房故事（Personal Accounts）

故事多被提供者證實，但無從考證，而提供者與故事不一定有直接關係。

## 砸鍋事件
- 於1995發生的噴氣起飛助推器事件，已被列為1995年的達爾文獎得主，當多數人都認為事實屬真，而後經由美國亞利桑納州公安部門證實，那個事件僅能當作都市傳奇而已。至今，主辦單位只能曲法遷就，使該事件維持1995年的達爾文獎紀錄。

## 台灣獲獎事件

### 達爾文獎
- 2001年，1名23歲屏東男子經朋友的建議，在水溝倒下毒藥毒魚後捕捉來食用，經歷3天的腹瀉和嘔吐後死亡。(於1999年獲獎名單中一篇名為Gone Fishin的烏克蘭電魚意外事件作為相關新聞被提及，並非直接列於2001年獲獎事件)[1]
- 2004年10月，嘉義2名男大學生在中秋節期間，幾杯酒下肚之後進行「公鹿鬥角」企圖博取1名清秀佳人歡心。2人騎著電單車以時速80公里撞向對方，2人當場死亡。該名清秀佳人事後只說「對他們都不感興趣」。[2][3][4]

## 香港獲獎事件

### 榮譽表揚
- 2003年，1名50歲男子向急症室求診，發現1條長50厘米的鰻魚在直腸之內，須施以外科手術取出。[5][6]
- 2008年8月6日晚上，1名42歲申姓男子於公園內使用健身設施時，將陽具套於設施的圓孔內自慰後無法拔出，遂報警求助，救護員最後決定將事主連人帶板抬出送院搶救，為香港著名活塞男事件。[7]

## 達爾文獎系列書籍
- Northcutt, Wendy. . New York City: PLUME (The Penguin Group). 2000. ISBN 0-525-94572-5.
- Northcutt, Wendy. . New York City: PLUME (The Penguin Group). 2001. ISBN 978-1-1012-1896-9.
- Northcutt, Wendy. . New York City: PLUME (The Penguin Group). 2003. ISBN 0-525-94773-6.
- Northcutt, Wendy. . Running Press Miniature Editions. 2005. ISBN 978-0762425617.
- Northcutt, Wendy. . Running Press Miniature Editions. 2005. ISBN 978-0762425624.
- Northcutt, Wendy. . New York City: DUTTON (The Penguin Group). 2006. ISBN 978-1-101-21892-1.
- Northcutt, Wendy. . New York City: DUTTON (The Penguin Group). 2008. ISBN 9780143010333.
- Northcutt, Wendy. . New York City: DUTTON (The Penguin Group). 2008. ISBN 978-1-4406-3677-6.
- Northcutt, Wendy. . New York City: DUTTON (The Penguin Group). 2010. ISBN 978-1-101-44465-8.